# Лео Голдберг
Лео Голдберг (англ. Leo Goldberg; 26 січня 1913 — 1 листопада 1987) — американський астроном, член Національної АН США (1958).

## Біографія
Родився в Брукліні (Нью-Йорк). У 1934 році закінчив Гарвардський університет. Упродовж 1934—1941 років працював там же, в 1941—1960 роках — у Мічиганському університеті (з 1946 року — професор, директор університетської обсерваторії). У 1960—1973 роках — професор астрономії, у 1973 році — почесний професор Гарвардського університету, упродовж 1966—1971 років — директор Гарвардської обсерваторії. У 1960—1966 роках - ще й співробітник Смітсоновської астрофізичної обсерваторії. У 1971—1977 роках — директор, з 1977 року — почесний директор Національної обсерваторії Кітт-Пік. Упродовж 1967—1970 років очолював Раду з астрономічних програм при Національному управлінні з аеронавтики і дослідження космічного простору (НАСА).

## Наукові здобутки
Основні наукові роботи відносяться до теоретичної і прикладної астроспектроскопії. Виконав численні дослідження хімічного складу атмосфер Сонця і зірок й фізичних умов у них. Вивчав втрату маси холодними гігантами, будову і динаміку навколозоряних оболонок. Займався розробкою інструментів для астрономічних спостережень за допомогою космічних літальних апаратів (орбітальні телескопи, ультрафіолетові спектрометри).
У 1961—1973 — редактор видання «Annual Review of Astronomy and Astrophysics».
Віце-президент (1958—1964) і президент (1973—1976) Міжнародного астрономічного союзу, голова Астрономічної секції Національної АН США (1977—1980).